# Am Steintor (Hannover)

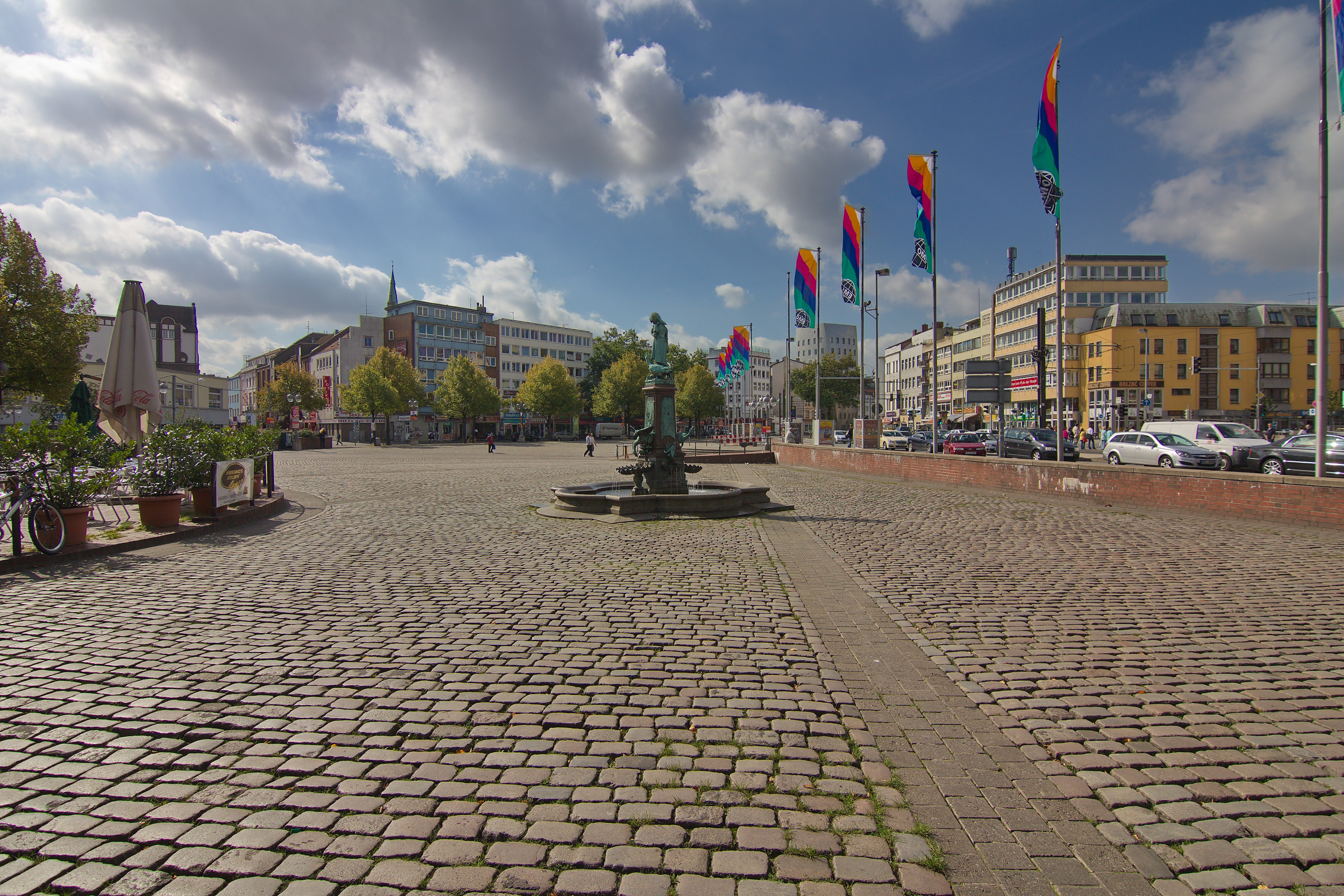
Steintorplatz mit Gänseliesel-Brunnen

Am Steintor in Hannover ist der Name eines zur Fußgängerzone ausgebauten Platzes im hannoverschen Stadtteil Mitte am Rande der Innenstadt. Der in den 1950er Jahren entstandene Platz liegt in der Nähe des Anfang des 18. Jahrhunderts abgebrochenen Steintores. Dabei handelte es sich um ein Stadttor in der Stadtmauer der mittelalterlichen Stadtbefestigung Hannovers.

## Lage

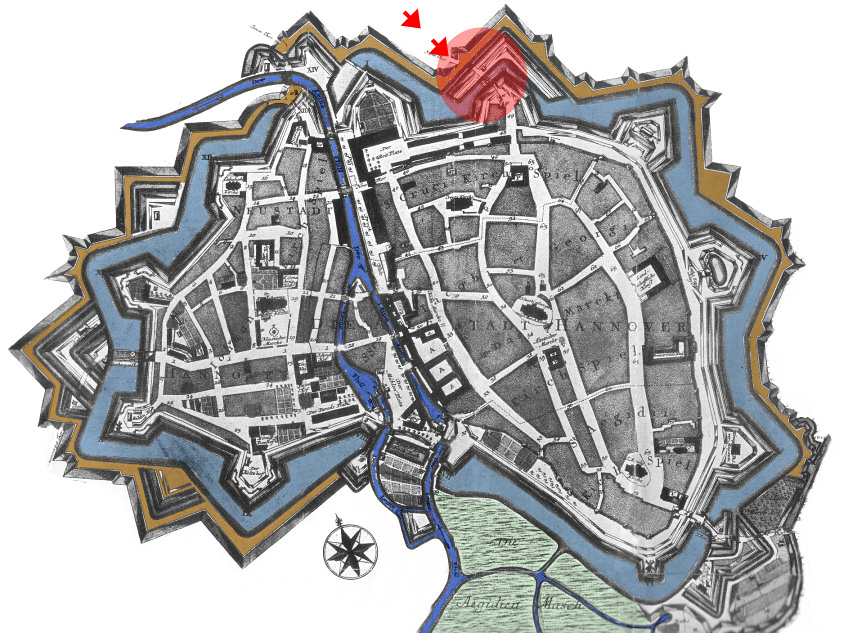
Die Lage (rot hervorgehoben) des ehemaligen Steintores in der Stadtbefestigung Hannovers

Am Steintor befindet sich das westliche Ende des innerstädtischen Fußgängerbereichs, der das Steintor über die Georgstraße mit dem etwa einen halben Kilometer entfernten Stadtzentrum am Kröpcke verbindet. Münzstraße (siehe Königliche Münze am Steintor) und Goseriede (siehe Goseriedebad) bilden die Nordwesttangente des Platzes. Im Norden beginnt an der Goseriede die Kurt-Schumacher-Straße.

## Geschichte
Im ursprünglichen Vorfeld des nördlichen Stadteinganges, heute etwa im Zuge der Steintorstraße, lag das 1314 erstmals erwähnte Steintor, dessen Torturm im Verlauf der Stadtmauer stand. Sämtliche Anlagen hier sind nicht erhalten. Eine Abbildung der 1741 abgebrochenen Toranlage, gezeichnet von E. E. Braun und gestochen von J. G. Schmidt, fügte Hannovers Bürgermeister Christian Ulrich Grupen in seine 1740 erschienene Chronik Origines Et Antiqvitates Hanoverenses... Sie zeigt die vor der Stadt liegende Gegend um den Alten St.-Nikolai-Friedhof mit der Nikolaikapelle und den Bereich des Klagesmarktes.
Als ab 1780 die entfestigten Stadtwälle nach und nach überbaut wurden, waren die Stadttore bedeutungslos geworden. An ihrer Stelle entstanden im Laufe der Zeit verkehrsreiche Plätze, die mit ihrem Namen an die ursprüngliche Bedeutung erinnern.

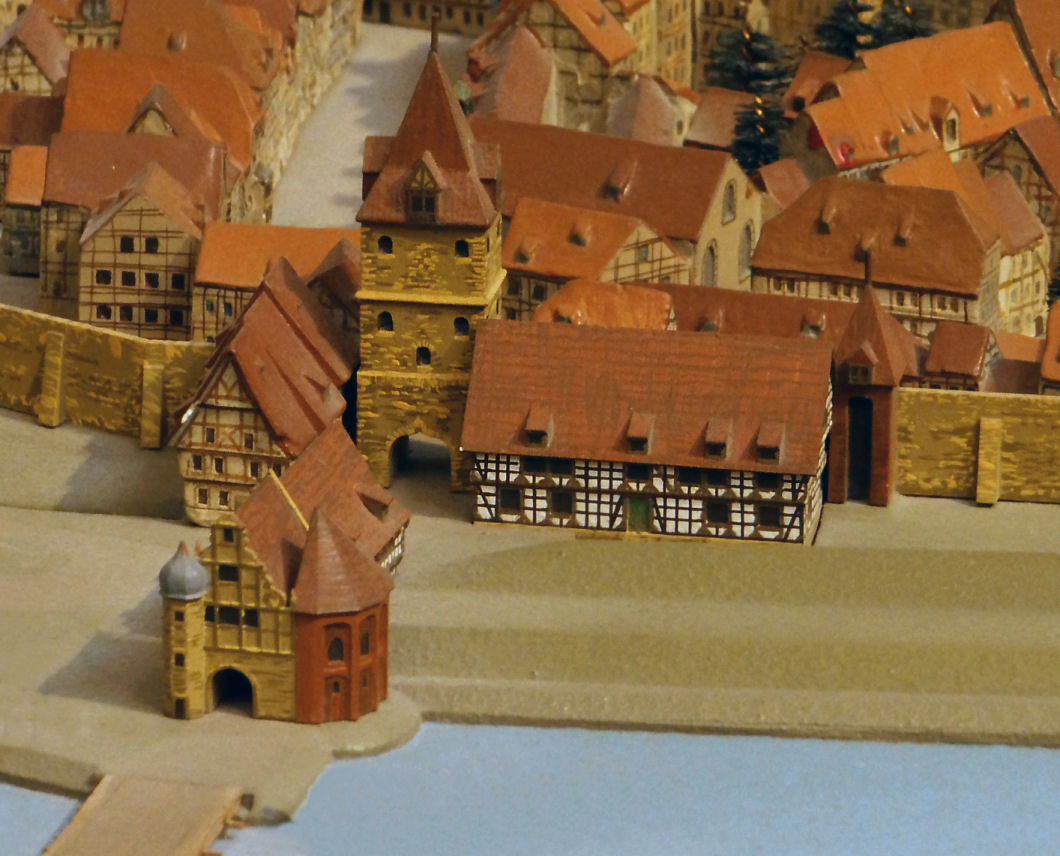
Das historische Steintor auf dem Stadtmodell Hannover von 1689 mit dem Armen- und Waisenhaus an der Schmiedestraße (weiß)
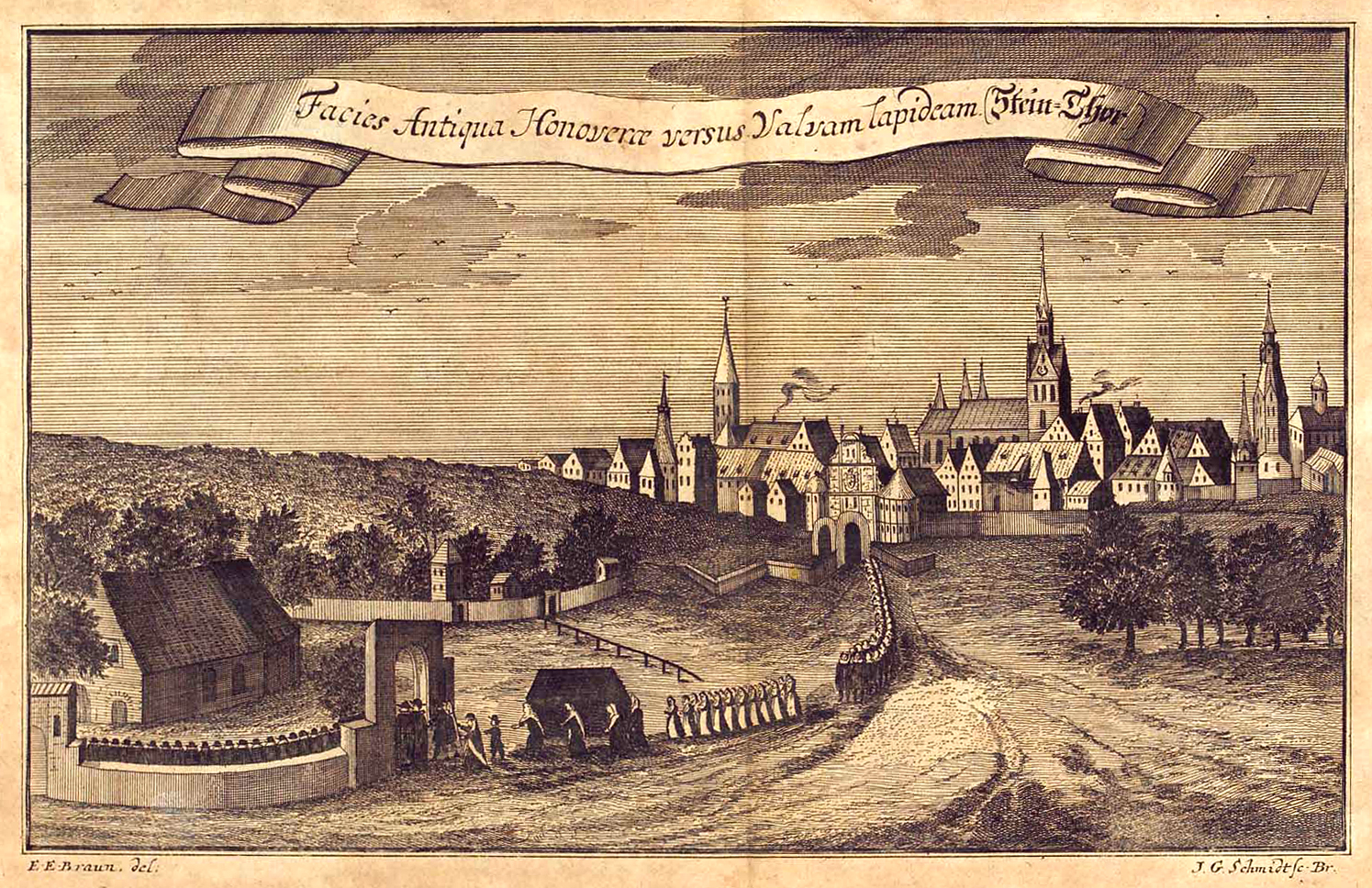
Leichnams-Prozession aus dem Steintor heraus bis zum Alten St. Nikolai-Friedhof im „Steintorfeld“;Kupferstich um 1740
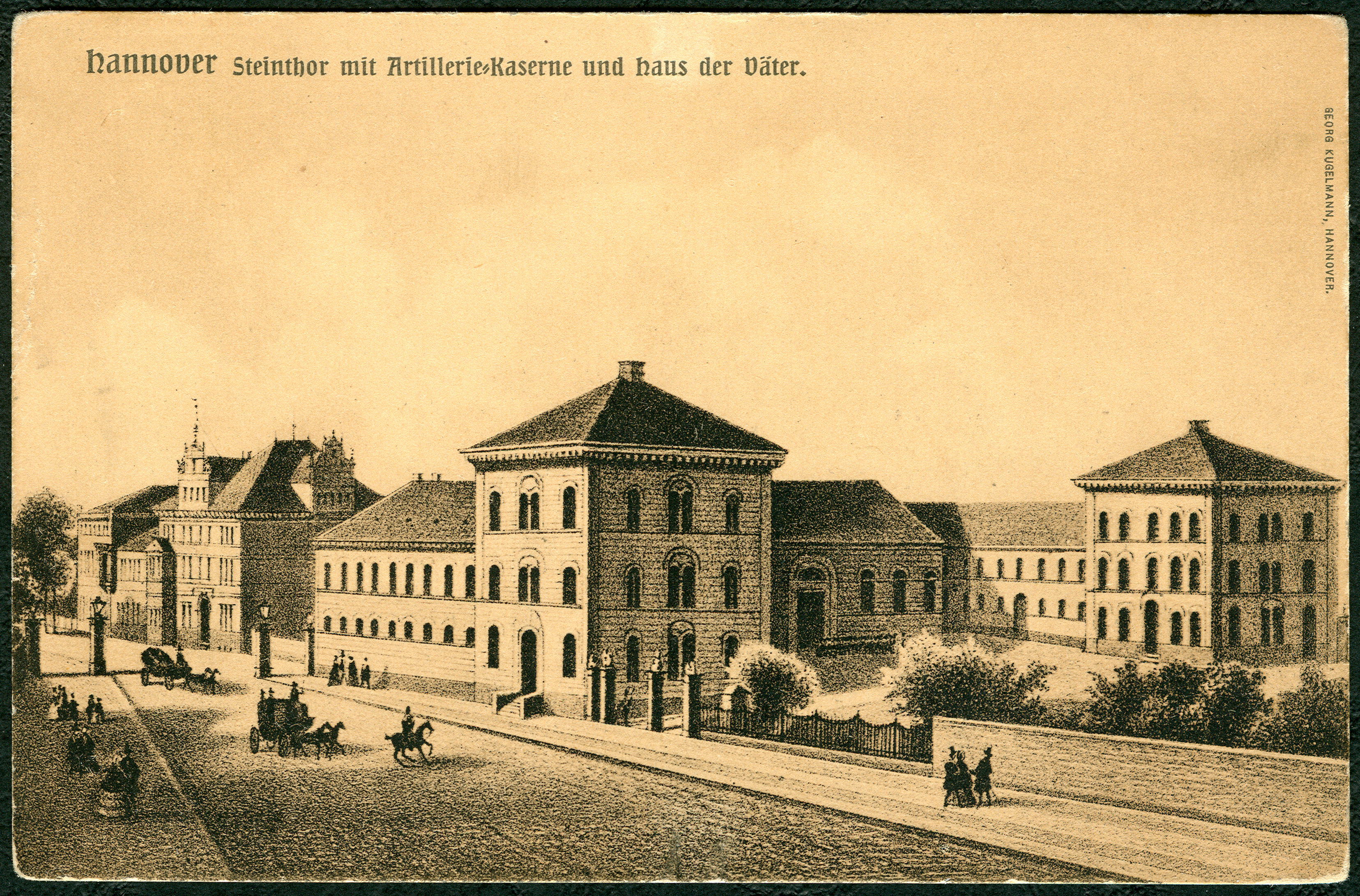
Blick von der Georgstraße zur Artilleriekaserne am Steintor um 1850

## Heutige Gestalt

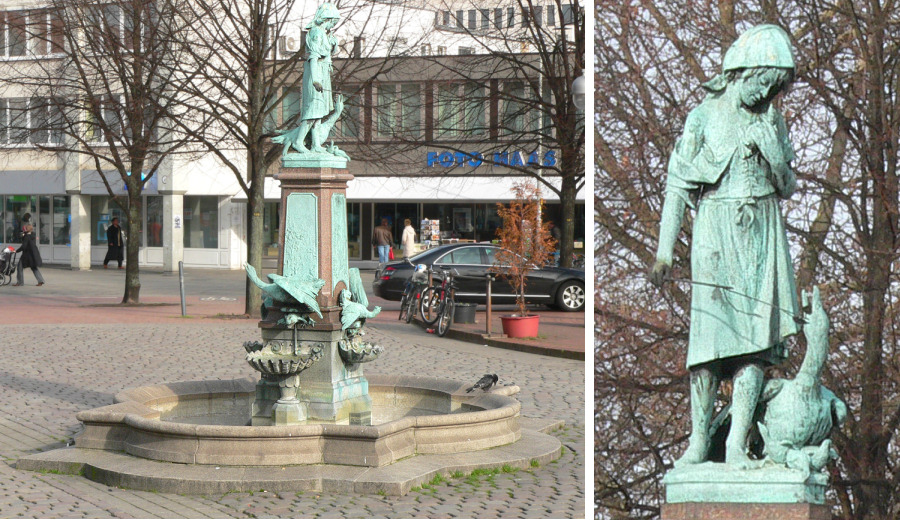
Gänseliesel-Brunnen

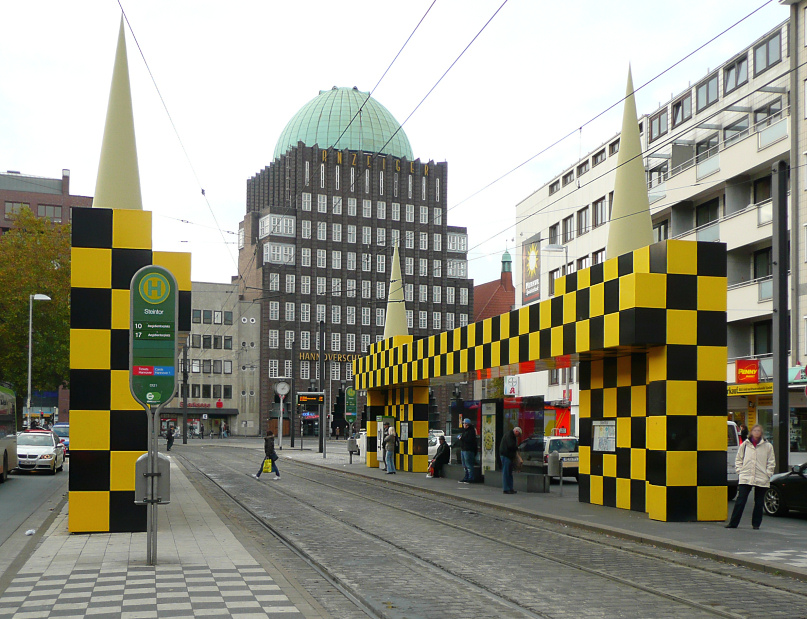
Ebenerdige BUSSTOPS-Haltestelle neben dem Steintorplatz, dahinter das Anzeiger-Hochhaus

Heute befindet sich in unmittelbarer Nachbarschaft des etwa 3.000 m² großen Steintorplatzes und der Reitwallstraße ein Rotlichtviertel, heute auch ein beliebtes Szeneviertel mit Clubs, Discos und Kneipen. Im Sommer finden auf dem Platz regelmäßig große Beach-Volleyballveranstaltungen statt.
An der Ostseite des Platzes liegt der 1954 entstandene zweigeschossige Steintorblock als Häuserblock mit Geschäften. Am Nordostrand des Steintor-Platzes steht der von Carl Dopmeyer 1898 geschaffene Gänseliesel-Brunnen. Er stellt als Bronzestatue die Figur eines gänsehütenden Mädchens dar. Der Brunnen wurde an dieser Stelle aufgestellt, weil sich hier die Goseriede (niederdeutsch für eine Auslauffläche für Gänse) befand. Ried ist eigentlich die Bezeichnung für eine sumpfige Fläche und kommt in der hannöverschen Sprache öfter vor wie bei der direkt angrenzenden Straße Goseriede, den Straßen Steinriede, Tiefenriede, An der Strangriede und dem Stadtwald Eilenriede.
Schräg gegenüber dem Steintorplatz im Bereich der früheren Goseriede befand sich das Goseriedebad mit einem Damen- und einem Herren-Trakt. Heute ist im ehemaligen Damentrakt und der früheren Schwimmhalle die Kestnergesellschaft untergebracht, einer der zwei Kunstvereine Hannovers. Im früheren Herrentrakt hat radio ffn seinen Sitz. Ebenfalls an der Goseriede steht das Anzeiger-Hochhaus, 1928 im Stil des Backsteinexpressionismus erbaut, heute ein Wahrzeichen der Stadt. Unter dessen Kuppel befinden sich die Hochhaus-Lichtspiele, das höchstgelegene Kino Deutschlands.

## U-Bahn-Station

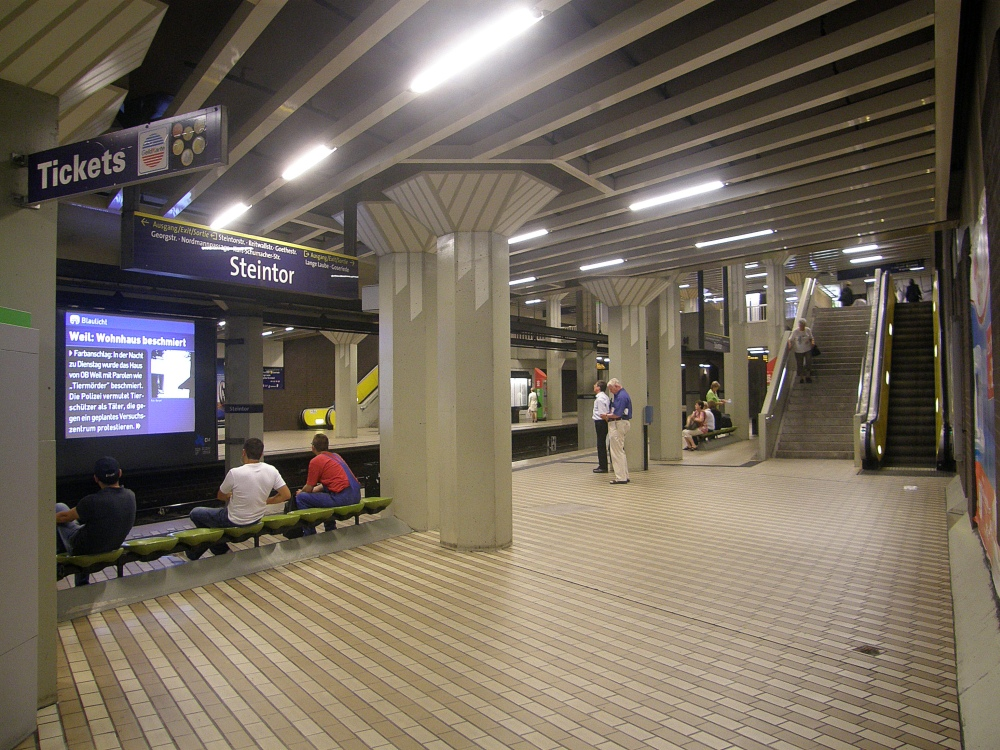
U-Bahn-Station Steintor

Unter dem Platz befindet sich die U-Bahn-Station Steintor der C-Strecke der Stadtbahn. Westlich der Station verzweigen sich die C-West-Strecke Richtung Stöcken und Garbsen und die C-Nord-Strecke Richtung Nordhafen und Haltenhoffstraße. Da diese Verzweigung in der ursprünglichen U-Bahn-Planung nicht vorgesehen war, wurde die Station lediglich zweigleisig errichtet und nicht dreigleisig wie bei solchen Verzweigungsstationen üblich.
In der -3-Ebene befindet sich eine teilweise im Rohbau errichtete weitere U-Bahn-Station, die als Bauvorleistung für einen früher geplanten vierten U-Bahn-Tunnel (D-Strecke) errichtet wurde.
Die oberirdische Haltestelle Steintor der Stadtbahnlinien 10 und 17 in der Kurt-Schumacher-Straße wurde im Zuge des Kunstprojekts BUSSTOPS von Alessandro Mendini mit zwei markanten Haltestellenbauwerken ausgestattet. Die Stadtbahnen halten seit Dezember 2018 nach dem barrierefreien Ausbau dieser Strecke am neuen Hochbahnsteig Steintor in der Münzstraße.

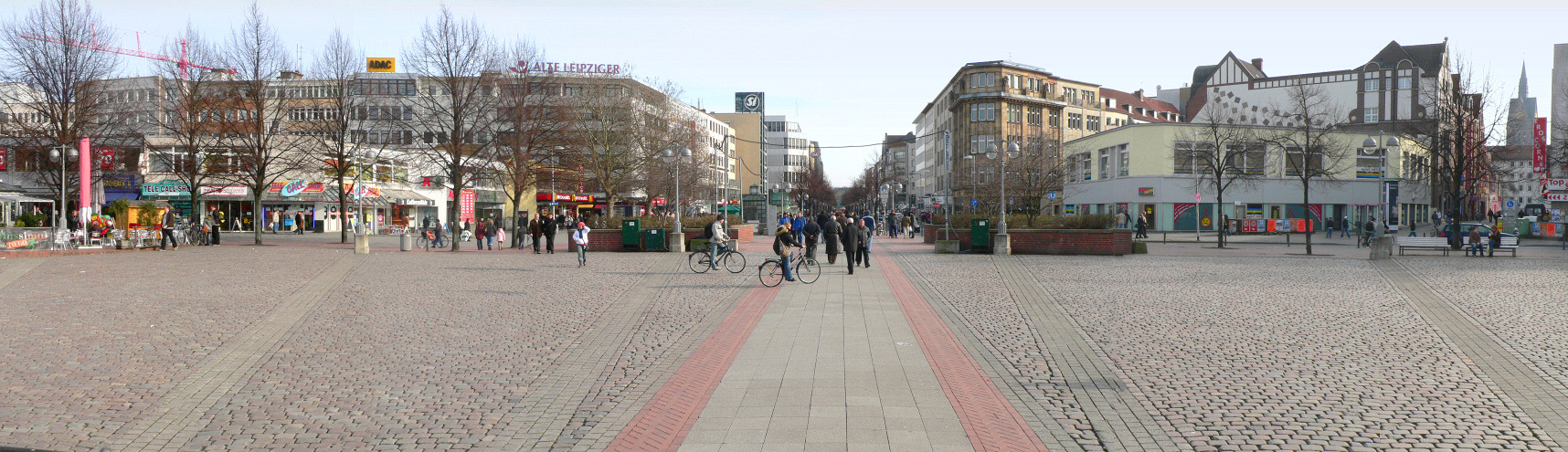
Steintor-Platz mit Blick in die Georgstraße und das Stadtzentrum am Kröpcke, rechts Marktkirche

| Linie | Verlauf | Takt                                                                                      |
| ----- | --- | ----------------------------------------------------------------------------------------- |
| 10    | Ahlem – Brunnenstraße – Leinaustraße – Am Küchengarten – Glocksee – Goetheplatz – Steintor – Hauptbahnhof/ZOB                         | 7/8 min (mo–fr) 10 min (sa–so)                                                            |
| 17    | Wallensteinstraße – Bahnhof Linden/Fischerhof – Allerweg – Schwarzer Bär – Humboldtstraße – Goetheplatz – Steintor – Hauptbahnhof/ZOB | 20 min (wochentags tagsüber) 20 min (samstags tagsüber) 30 min (sonn-/feiertags tagsüber) |